# Zamarovce
Zamarovce este o comună slovacă, aflată în districtul Trenčín din regiunea Trenčín. Localitatea se află la altitudinea de 216 m deasupra n.m., se întinde pe o suprafață de 3,93 km2 și în 2017 număra 1.063 de locuitori.

## Istoric
Localitatea Zamarovce este atestată documentar din 1208.

## Demografie
| An:                | 1994 | 2004    | 2014    | 2024    |
| ------------------ | ---- | ------- | ------- | ------- |
| Număr de persoane: | 635  | 763     | 970     | 1174    |
| Diferență:         |      | +20,15% | +27,12% | +21,03% |

| An:                | 2023 | 2024   |
| ------------------ | ---- | ------ |
| Număr de persoane: | 1178 | 1174   |
| Diferență:         |      | −0,33% |